# Federação Moçambicana de Xadrez
A Federação Moçambicana de Xadrez (FMX) é uma entidade oficial que regulamenta e organiza as competições oficiais de xadrez em Moçambique.